# Football Croix-de-Savoie 74
Vous lisez un « bon article » labellisé en 2014.
Maillots
Le Football Croix-de-Savoie 74 est un club de football français créé en 2003, né de la fusion du Football Club de Gaillard et du Football Club de Ville-la-Grand, deux clubs hauts-savoyards. En 2007, le club fusionne avec l'Olympique Thonon Chablais pour former l'Olympique Croix de Savoie 74 (au moment où Ville-la-Grand quitte d'ailleurs l'association) qui deviendra en 2009 l'Évian Thonon Gaillard Football Club.
Sous l'impulsion de l'ancien joueur professionnel Pascal Dupraz, le Football Club Gaillard, petite ville de Haute-Savoie, parvient à s'extraire des championnats régionaux pour s'installer au niveau national (CFA 2, puis CFA) à la fin des années 1990. Pour pouvoir pérenniser la présence du club à ce niveau, les dirigeants s'associent en 2003, avec un autre club de la banlieue d'Annemasse, le FC Ville-la-Grand.
Le nouveau club, baptisé Football Croix-de-Savoie 74, dans le but de fédérer les haut-savoyards derrière un projet footballistique ambitieux commun et jusqu'alors inédit depuis l'aventure en deuxième division du CS Thonon (années 1980) puis du FC Annecy (début des années 1990), va continuer son expansion en passant deux saisons en championnat de France National (3e division). Mais de graves problèmes internes (financiers notamment) menacent la survie du club. Et c'est ainsi que Franck Riboud, président-directeur général du groupe Danone, fortement implanté dans le Chablais, est approché. Intéressé par le projet de la famille Dupraz, alors aux commandes du club, il œuvra, en collaboration avec eux, à la structuration de ce club qui fusionnera à nouveau, en s'associant avec l'Olympique Thonon Chablais.

## Historique

### Football Club de Gaillard (1924-2003)

#### Genèse (1924-1991)

Logo du FC Gaillard avec le fameux corbeau

En 1924 à Gaillard, quelques amis, revenus de la Première Guerre mondiale six années plus tôt, désirent prolonger leurs aventures à travers le sport et plus particulièrement le football. Les matches ont alors lieu près de l'Arve (rivière traversant la Haute-Savoie pour se jeter dans le Rhône à Genève), au Stade des Corbeaux, situé à proximité d'une exploitation agricole où étaient élevés chèvres et chevaux dont les déjections attiraient des nuées d'oiseaux (d'où le nom de cette plaine en périphérie de la ville). Le premier président est Édouard Bozio, évoluant également comme joueur, puis François Croset prend le relais, en cumulant, lui-aussi, les postes de président, entraîneur-joueur et capitaine, au côté d'une autre figure emblématique du club, Auguste Paterlini, dit Kiki. Le siège du club est à l'époque situé chez Monsieur Grognux qui tient un café en face de l'église. L'établissement sert aussi de vestiaires où les joueurs se changent avant de rejoindre le stade à vélo. Le club participe aux différents championnats départementaux portant plus ou moins haut les couleurs de ceux qui sont alors surnommés « les Maraîchers ».
En 1940, alors que l'équipe évolue en « Promotion de District », la Guerre a éclaté et la Haute-Savoie subit l'Occupation et le club est contraint de stopper temporairement son activité. Mais une fois la paix retrouvée, le football reprend à Gaillard en 1946 sous l'impulsion de Robert Bartschi. Le 2 août 1948, une équipe est engagée en « Deuxième Série Départementale » de l'époque, et dès 1950, elle retrouve la « Promotion de District ». En 1957, l'équipe emmenée par une figure du club, Roland Détruche, intègre la « Promotion de Ligue » (deuxième division régionale, antichambre de la division d'Honneur) mais est instantanément rétrogradée en « Promotion de District » où elle restera trois saisons, pour finalement se retrouver à nouveau en « Première série de District » en 1961, ayant terminé la saison à la treizième place,.
Les années 1960 voient la remontée de l'équipe au niveau de la Ligue ainsi que le début de la structuration du club qui, symboliquement, choisit définitivement jaune et noir comme couleurs. L'effectif gaillardois remporte le championnat de « Première division de District » en 1963, puis l'année de la promotion en « Promotion de District » il finit deuxième et monte déjà à l'échelon supérieur. Cependant l'exercice de la « Promotion de Ligue » est trop dur pour l'équipe qui finit à la huitième place, et est ainsi reléguée, pour un point, à l'issue de la saison 1964-1965. Pas avare de mouvements d'ascenseurs, preuves d'une ambition et d'un acharnement forts, l'équipe remonte l'année de la relégation (finissant deuxième de la Promotion de District derrière l'US La Roche-sur-Foron) et s'installe temporairement en Promotion de Ligue, où elle évoluera de 1967 à 1970,.
De 1970 à 1982, après deux descentes consécutives, l'équipe évolue en championnats de District, stagnant en Première division entre maintien arraché (neuvième en 1978) et promotion manquée (deuxième en 1976 et 1980),. Jusqu'en 1975, le club continue de jouer au Stade des Corbeaux, puis s'installe au nouveau Stade Louis Simon, remontant ainsi petit à petit vers le centre de la commune de Gaillard qui se développe par la suite à proximité de ce quartier. Le siège du club se situe maintenant à la brasserie Lambrigger et compte cent-vingt licenciés, répartis en huit équipes : poussins, pupilles, minimes, cadets, juniors et trois équipes de seniors. L'équipe fanion compte alors dans ses rangs Salvatore Mazzeo, futur dirigeant du club et conseiller municipal de la ville. En 1985, les jaunes et noirs remontent en « Promotion Honneur Régional » de la Ligue Rhône-Alpes de football (équivalent de l'ancienne « Promotion de Ligue », 3e division régionale). À l'issue de cette première saison en PHR, le club se maintient et finit même à la deuxième place. Mais il faudra attendre la saison 1989-1990 pour monter en Division d'Honneur Régional (finissant champion de la Poule B deux points devant le CA Saint-Jean-de-Maurienne). Au bout d'un an en DHR, les dirigeants, Maryan Baquerot et Salvatore Mazzeo, en concertation avec l'entraîneur Jacky Veggia, entament une nécessaire structuration du club.

#### Arrivée de Pascal Dupraz (1991-2003)

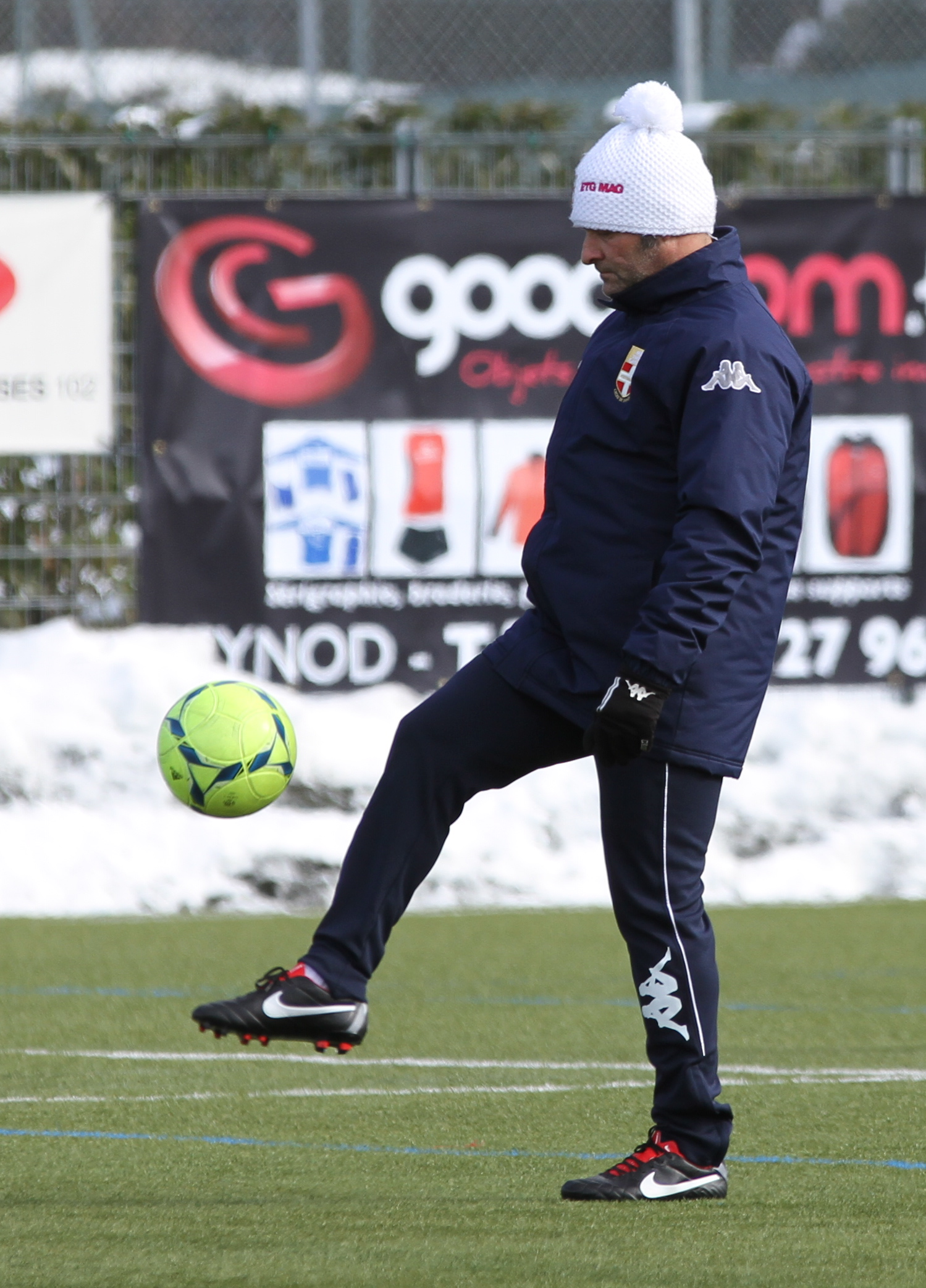
Pascal Dupraz un des hommes qui emmena le FC Gaillard au plus haut niveau, ici en 2013

En 1991, Pascal Dupraz pense déjà à sa reconversion professionnelle et intéresse encore quelques clubs de deuxième division, notamment le SC Bastia, qui lui propose alors un contrat qu'il juge intéressant,. Mais lorsque Baquerot lui propose de revenir dans sa région natale pour aider l'équipe première du club de sa ville, il n'hésite pas à accepter, d'autant plus que ce dernier, également directeur des ressources humaines au Palais des Nations, lui garantit en prime un poste de salarié à l'Office des Nations unies à Genève, d'abord chargé de l'entretien, il deviendra à terme responsable du département logistique du Haut Commissariat des Nations unies pour les réfugiés,. Dupraz concède avoir fait quelques sacrifices lorsqu'il décida de s'engager avec Gaillard, basculant dans l'amateurisme, avec des « gens fiers, droits, mais pas professionnels [...] qui donnent tout sur le terrain mais sans plus ». Cependant, il n'émet aucun regret quant à ce choix, officialisé le 1er juillet 1991, considéré par les historiens du club, comme majeur : et pour le club, et pour sa propre vie professionnelle et personnelle. Les résultats le prouveront très rapidement. En effet dès 1993, l'équipe, composée notamment de Maurice Payot futur dirigeant du club, se promeut en Division d'honneur, le plus haut niveau régional, à la suite d'un match de barrage (pour le groupe B) au stade municipal de Chambéry contre la réserve du Grenoble Norcap. Pour ce qui est de la Coupe de France, en février de la même année, l'équipe ne s'incline qu'au 8e tour de la compétition, dans les prolongations d'un match perdu trois buts à zéro face au FC Martigues, marqué par la blessure du meneur Dupraz au tendon d'Achille.
À la suite de la promotion en DH, Pascal Dupraz devient entraîneur-joueur et en profite pour appeler à ses côtés le second joueur professionnel (après lui-même) venu participer à l'aventure du FC Gaillard, Thierry Taberner, qu'il a côtoyé dans ses anciens clubs (AJ Auxerre, SC Bastia et SC Toulon). Les exigences qu'impose l'élaboration du projet du club deviennent de plus en plus contraignantes pour des footballeurs amateurs découvrant un niveau supérieur à celui auquel ils étaient habitués. Par exemple, les joueurs passent de deux à cinq entraînements par semaine. L'application est maximale tout au long de la saison et le maintien est assuré par une honorable quatrième place. L'entraîneur et l'équipe ne cèdent pas au relâchement si bien que dès la deuxième saison en DH, Gaillard est tout proche d’une montée éclaire en Championnat de France amateur 2. Mais l'équipe termine finalement 2e derrière l'US Vénissieux et doit encore attendre six ans pour arriver à ses fins et se promouvoir à l'échelon supérieur,.
En 1999, l'équipe emmenée par l'ancien professionnel Joël Fréchet et Pascal Dupraz, toujours entraîneur-joueur, est en lutte durant tout le championnat avec le FC Bourgoin-Jallieu. La montée se joue lors du dernier match à domicile contre cette même équipe, le FC Gaillard l'emporte finalement deux buts à un,.
En fin de saison 2001-2002, après trois saisons en CFA2, le club se qualifie pour les barrages d'accessions au Championnat de France amateur (CFA), le quatrième échelon du football français, en finissant troisième de son groupe, derrière l'Union sportive Saint-Georges-les-Ancizes et la réserve de l'ASOA Valence qui ne peut pas monter. Le club doit ainsi initialement disputer des barrages contre trois autres équipes s'étant classé deuxièmes de leur groupe. Le FC Gaillard se retrouve dans une poule constituée de l'Union sportive de Forbach, l'Union sportive de Luzenac et l'Entente provençale de Manosque. Finalement, la FFF permet aux quatre clubs d'accéder au CFA, les barrages d'accessions ayant donc été inutiles puisque des places s'étaient libérées par le jeu des rétrogradations administratives d'autres clubs. Cette même année, le club s'illustre également en Coupe de France battant les rivaux locaux du Football club sportif Rumilly (qui les avaient sortis de la compétition aux tirs au but à l'issue d'un derby houleux une année plus tôt), puis les professionnels du FC Martigues au 7e tour, réalisant ainsi un exploit qui restera un moment important dans l'histoire du club, avant de s'incliner face au AC Ajaccio qui avait aligné l'équipe type pour ce match, ayant tiré des enseignements de l'élimination des Martégaux qui s'étaient privés de quelques titulaires,.
Au terme de sa première saison en CFA, l'équipe parvient à se maintenir, grâce notamment à l'attaquant réunionnais Franck Chow Yuen, le milieu Bernard Bouchon, le défenseur Jérôme Adam, ou encore aux performances du jeune gardien Johann Durand (arrivé en 2000 à 19 ans du Servette de Genève où il a été formé), qui supplée Yannick Crampel avec brio,,.
Pour expliquer les raisons de ce succès, les historiens du club soulignent la grande importance du travail de gestion de Maryvan Baquerot et de l'ancien joueur devenu dirigeant Salvatore Mazzeo, notamment dans les judicieux recrutements. Jean-Pierre Steyer, ancien président d'un autre club haut-savoyard l'Union sportive Cluses-Scionzier, déclare : « avec la position de Baquerot au Haut Commissariat des Nations unies pour les réfugiés de Genève, ils avaient un sacré argument argument pour les joueurs qui trouvaient là une possibilité de reconversion. Chaque année, Pascal [Dupraz] en prenait deux ou trois [aux clubs de la région] ». De plus, la cohésion entre les joueurs devait être totale dans l'optique de l'épanouissement de l'équipe à son meilleur niveau. Ainsi, pour diriger les différentes équipes durant toutes ces années, Pascal Dupraz avoue volontiers avoir joué un rôle de meneur d'hommes, avec les excès que cela comporte, comme lors de la symbolique anecdote de la chaise sciée qu'il fit voler en éclats devant ses joueurs lors d'une causerie, avant un match important pour la montée en CFA2. Il estime lui-même avoir eu la « capacité de fédérer, tout en créant la controverse », reconnaissant son « impétuosité », tout en ayant depuis « mis de l'eau dans [son] vin », il souligne tout de même qu'à l'époque « le FC Gaillard passait pour une équipe difficile à bouger », et que « pour sortir des championnats régionaux, il fallait un véritable état d'esprit ». Cependant, si le club a progressé très rapidement sur le plan sportif, il s'essouffle de plus en plus sur le plan des infrastructures, n'arrivant pas à boucler des budgets de plus en plus importants,,,.

### Football Croix-de-Savoie 74 (2003-2007)

#### Rapprochement inévitable mais compliqué avec le FC Ville-la-Grand (2003-2004)

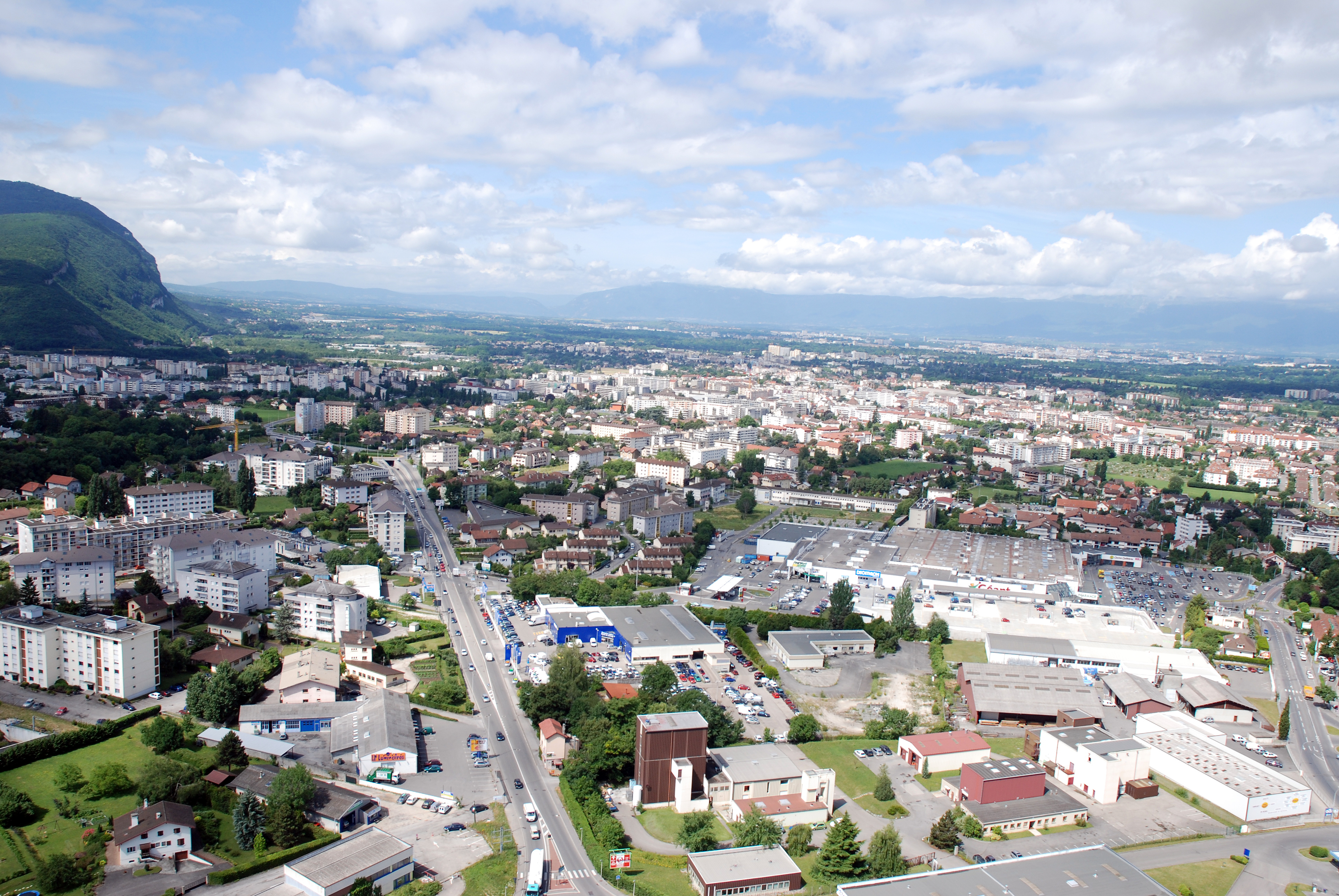
Annemasse et sa banlieue, berceau historique des Croix de Savoie, qui se battent pour mériter une place au plus haut niveau régional et national, même si la fusion entraîne quelques batailles d'égo entre les responsables des deux villes

En 2003, Pascal Dupraz veut faire prendre un virage au club dont il craint, à ce moment-là, la déchéance pour des raisons extra-sportives, notamment financières. En effet, il déclare que malgré les efforts fournis par tous à Gaillard dans l'optique d'emmener le club le plus loin possible (comme les encouragements moraux et financiers de la commune via le maire Renée Magnin), le club n'y arriverait pas sans aide extérieure. Cependant, à l'époque, les deux clubs de la banlieue d'Annemasse n'étaient pas en bons termes et ils allaient même jusqu'à refuser que le moindre match amical soit organisé entre eux, des équipes de jeunes jusqu'aux seniors. Pascal Dupraz prit alors contact avec le vice-président du FC Ville-la-Grand, Paul Perelli, lui expliquant sa crainte de la mort des deux clubs chacun de leur côté, si aucun rapprochement ne se faisait,.
Les relations commencèrent peu à peu à se détendre entre les deux clubs, et, au bout de sept tentatives de rendez-vous, Manuel Augusto (président du FC Ville-la-Grand) et Maurice Payot (président du FC Gaillard) finirent par se rencontrer. Cinq mois de discussions plus tard (une réunion hebdomadaire réunissant huit administratifs de chaque club), en mai, la fusion des clubs de Gaillard et de Ville-la-Grand s'effectue pour donner naissance au « Football Croix-de-Savoie 74 ». Ainsi, Jo Dupraz, acteur de cette union avec Bernard Zanetti (côté Gaillard) déclare qu'il était « impératif d'avoir une synergie avec un autre club de la région pour obtenir des installations sportives supplémentaires ainsi qu'un complément d'apport financier ». Avec le soutien des maires des deux villes, les présidents des deux clubs : Maurice Payot pour le FC Gaillard et Manuel Augusto pour le FC Ville-le-Grand devinrent ainsi coprésidents du club nouvellement créé, et Pascal Dupraz, entraîneur du FC Gaillard depuis 1991, en prend les commandes en tant qu'entraîneur. Ce rapprochement administratif, jugé capital par les historiens du club, fut fêté le 19 mai dans les locaux du casino d'Annemasse en présence de ces différents acteurs locaux,,.
Un an plus tard, le club est promu en National en terminant troisième du groupe B de CFA avec quatre-vingt-dix points, quinze victoires, onze nuls, huit défaites, derrière deux réserves professionnelles qui ne peuvent pas monter : celle de l'Olympique lyonnais (99 points) et celle du Football Club de Metz (90 points). Les artisans de la réussite de cette toute première saison des Croix-de-Savoie sont entre autres : le milieu offensif serbe Dejan Belic (dix buts) et Franck Chow Yuen (six buts), autre joueur du milieu de terrain, l'attaquant Fred Chevaline (sept buts) accompagné de l'international burundais Félicien M'Banza (trois buts) ou encore les défenseurs emblématiques Frédéric Bassinat, Jérôme Adam ou Damien Tumbach. Les Savoyards réalisent également un remarquable parcours en Coupe de France, en ne chutant qu'en seizième de finale face au Stade rennais, après des trente-deuxièmes gagnés aux tirs au but à l'extérieur contre l'AS Poissy.
Profitant d'un délai avant un nécessaire changement de stade (le stade de Gaillard n'étant aux normes de la troisième division), les Croix de Savoie connaissent un très bon début de saison, étant notamment deuxième avant de disputer la douzième journée,.

#### Une période noire (2004-2006)

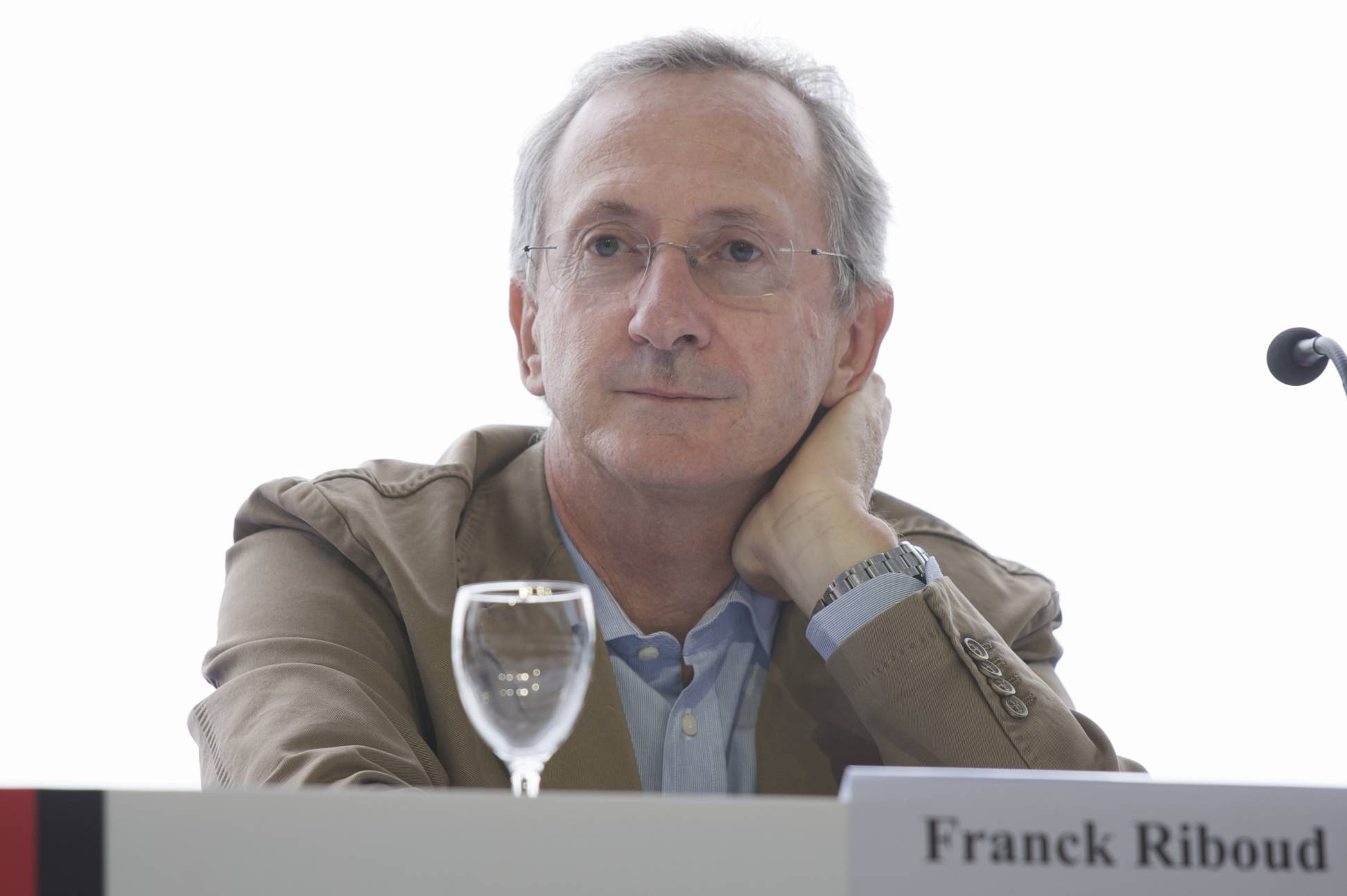
Franck Riboud fut approché quand le club peinait à mettre les comptes à flot, malgré la fusion.

Le club connaît par la suite de graves problèmes mais termine tout de même 14e en fin de saison, se sauvant de justesse. Ces grosses difficultés financières sont liées à la gestion compliquée de la promotion de l’équipe en National. Pour Pascal Dupraz, « certains ont vécu la fusion comme la perte d'un certain pouvoir personnel, ce qui [nous] mena à des situations ubuesques », tant et si bien que le club enregistre un déficit de 350 000 € (expliqué par certains par l'incompétence de Manuel Augusto accusé de détournement). Les coprésidents Augusto et Payot démissionnent et sont remplacés par Jo Dupraz pour Gaillard et Brigitte Bard pour Ville-la-Grand, les joueurs sont payés le 10 ou le 15 du mois, les déplacements ne peuvent s'effectuer dans de bonnes conditions, les billets d'avion sont payés par les membres du comité directeur eux-mêmes, et parfois même l'équipe perd des points « sur tapis vert ». Tout le monde voit bien que le club vacille mais personne en interne ne voit de solution. Pascal Dupraz demande donc conseil aux professionnels du football qu'il a connu durant sa carrière de joueur professionnel et c'est Patrick Trotignon, qu'il a connu à la Berrichonne de Châteauroux, qui lui apporte la meilleure des réponses à ses yeux. En effet, celui-ci le met directement en contact avec Franck Riboud, PDG du groupe Danone, fortement implanté dans la région chablaisienne,.
Ainsi, Franck Riboud rencontre Jo et Pascal Dupraz et est tout de suite interpellé par leur démarche, lui qui souhaite, au sein du groupe Danone, « faire du lien social dans la région d'Évian, autour du football et de la jeunesse ». La première réunion officielle entre le PDG de Danone et les principaux intéressés a lieu en mairie de Publier dans le plus grand secret. Sont également présents Jacques Bungert (ami de Zinédine Zidane), Laurent Sacchi (conseiller en communication du groupe Danone) et les maires Renée Magnin (de Gaillard), Marc Francina (d'Évian-les-Bains), Gaston Lacroix (de Publier) et Jean Denais (de Thonon-les-Bains). Mais, malgré toute la conviction de Pascal Dupraz qui voit en cette rencontre la dernière chance des Croix de Savoie, cette requête ne trouve pas une réponse totalement positive de la part des représentants du groupe Danone rétorquant que leur vocation n’était pas de sauver des situations désespérées. Ils laissèrent entendre toutefois au club qu'il pourrait reprendre contact une fois que les comptes auraient été un tant soit peu redressés, ce qui encouragea le Football Croix de Savoie 74 à sauver le club d’un point de vue financier grâce à une souscription au niveau local entreprise par les dirigeants,,,.
La saison suivante est aussi très difficile, et, pour que le club ne fasse pas faillite, la famille Dupraz et des proches mettent leur propre argent en jeu,. Symbole de la fébrilité ambiante, la dérogation du « chaudron » de Gaillard tombe et le club s’installe donc au stade Joseph-Moynat de Thonon-les-Bains, peu fréquenté depuis la chute du club de la ville et situé à près de 30 km de Gaillard et Ville-la-Grand, même si le président Jo Dupraz se dit tout de même content de la solution thononaise.
Satisfaits des efforts du club pour boucher le déficit, Franck Riboud, PDG de Danone donne finalement son accord en devenant principal partenaire du club. Sa première exigence est que le club se rapproche du lieu de vie du groupe Danone à Évian-les-Bains. Ainsi, côté administratif, les négociations avec le club de l'Olympique Thonon Chablais, club qui connaît également de graves problèmes financiers, vont bon train, comme en témoigne la signature le 1er juillet 2005 du processus de fusion,.
Par ce type de décision, Dupraz et Riboud veulent, dans le but de développer toujours plus le club, mettre de la lisibilité dans la structure des Croix-de-Savoie qui en manque beaucoup selon eux. L'expulsion du club des anciens cadres administratifs du FC Gaillard, et la décision de ceux de Ville-la-Grand de quitter l'association sont également des preuves de la volonté des dirigeants de tirer un trait sur les errances passées,.
Cependant, ceci est mal vécu par certains (notamment l'ancienne figure du club Maurice Payot) qui voient là le « vol du club » par Pascal Dupraz, qu'ils avaient eux-mêmes engagé. Pascal Dupraz déclare à ce sujet : « Les deux co-préisdents étaient des amateurs [et] si je les montrais à Franck Riboud, il n'allait jamais venir. Danone voulait que les comptes soient remis à zéro. J'ai dit aux deux co-présidents : on va s'en occuper, partez ! ». Sous l'impulsion de Franck Riboud, les Croix-de-Savoie allaient bientôt s'installer définitivement dans le nord du Chablais.
L'aide de Riboud ne suffit cependant pas, dans l'immédiat, à éviter la relégation, et le club termine finalement à la 18e place du classement, après une saison qui a commencé par un mercato compliqué (du fait des problèmes financiers). En effet, le 26 mai 2006, le dernier match de la saison se joue à Moynat contre l'AS Moulins. L'équipe qui l'emporte se maintient, le match nul entraîne la relégation des deux équipes. Secundino Gomes, milieu offensif, marque à la 58e pour les Croix de Savoie, mais c'est Pierre Bouby (qui signera d'ailleurs chez les Croix de Savoie un an plus tard) qui condamne les deux clubs en égalisant pour Moulins à 18 minutes de la fin du match. Les cadres de l'équipe Jérôme Adam, Fred Bassinat, Damien Tumbach, défenseurs, et Johann Durand, gardien de but sont très touchés par l'issue de ces deux premières saisons en National,,.
De plus, cette saison est marquée par des accusations de matchs truqués émises par le RC Besançon concernant le match du 27 mai 2005 remporté par les Croix de Savoie sur le score de deux buts à un face au FC Tours lors de la dernière journée de la saison passée, victoire synonyme de maintien des Croix de Savoie et de relégation du Racing, qui perdait son statut professionnel. Le président bisontin Claude Courgey parle d'une somme de 12 000 € répartie entre quatre joueurs tourangeaux et il porte plainte contre X le 2 mars 2006, ce qui mènera à l'interrogatoire de Jo Dupraz précédé d'un mandat d'amener à son encontre ; à l'issue de l'enquête, aucune poursuite judiciaire n'aboutit,.
Ainsi ces deux premières saisons au haut niveau national sont-elles jugées, par tous, mornes à tous les niveaux, mais, a posteriori, les observateurs considèrent que ces années charnières jouèrent pour le club un rôle d'électro-choc qui lui permettra de gravir à l'avenir les échelons encore plus sereinement (le club apprenant de ces errements), avec notamment l'arrivée de Franck Riboud, perçue comme un nouveau virage très important pris par les Croix de Savoie. Le président Patrick Trotignon (qui arrivera en 2008 et connaîtra les montées en Ligue 2 puis Ligue 1) estime qu'une « reconnaissance suprême [...] doit être attribuée à Franck Riboud sans qui rien [...] ne se serait passé », d'autres au contraire voient en cet investissement de Danone un tremplin pour Franck Riboud, qui en s'investissant dans le sport, comme beaucoup d'hommes d'affaires (notamment Bernard Tapie à l'Olympique de Marseille), fait office de « parrain » et s'assure ainsi une popularité locale,,,,.

#### Le début de la reconstruction (2006-2007)

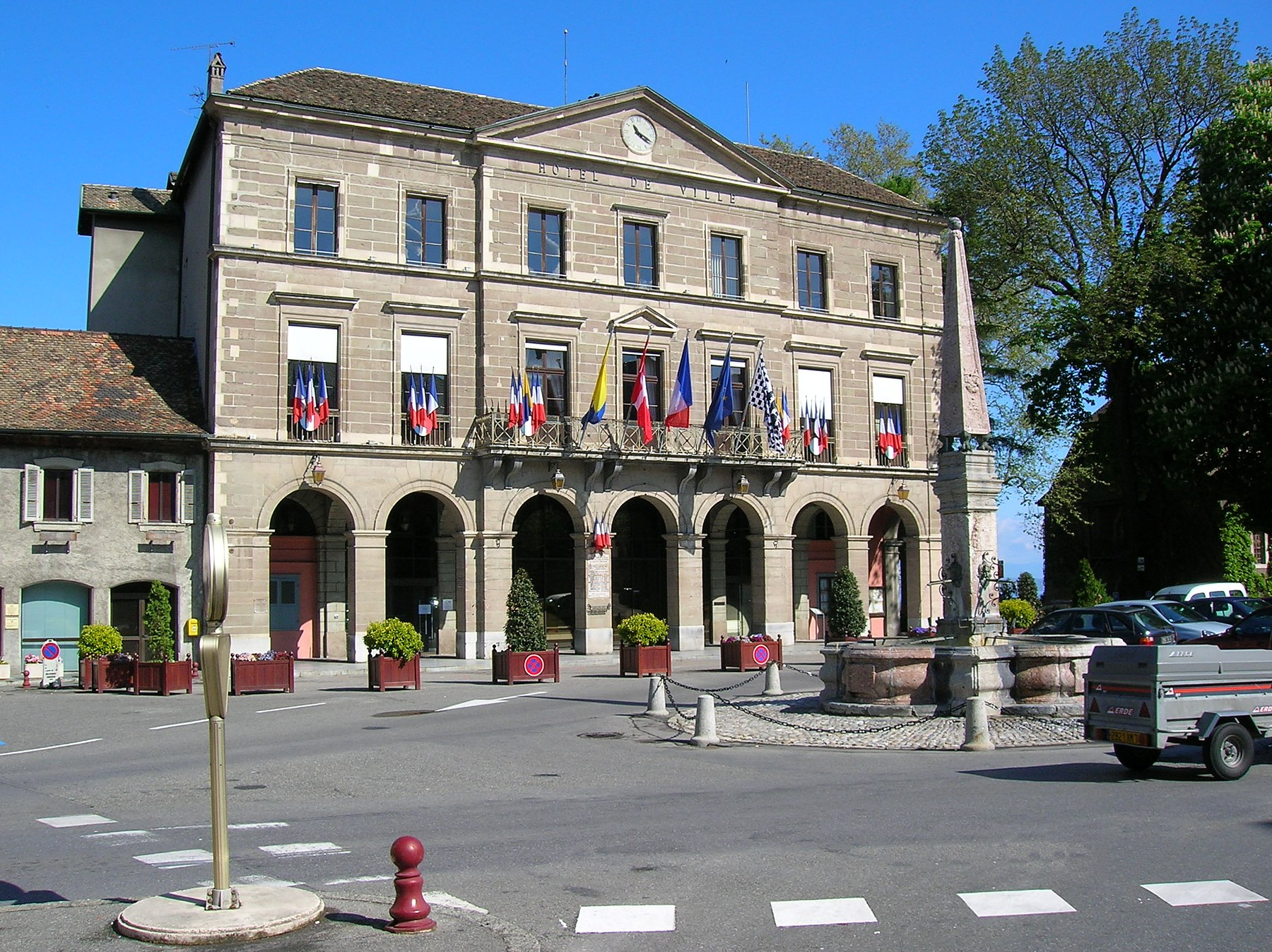
Les Croix de Savoie se rapprocheront maintenant de plus en plus de Thonon-les-Bains (ici sa mairie) et sa région

À l'inter-saison, la destinée du FCS74 est encore fragile, et la Direction nationale du contrôle de gestion menace le club d'une double-relégation en CFA 2. La décision est reportée en appel et les dirigeants savoyards obtiennent finalement bien de cause. Après être descendu pour un but quelques semaines plus tôt, Pascal Dupraz « demande à souffler ». Il devient directeur sportif et Laurent Croci prend le relais aux commandes d'un effectif qui s'est réduit au mercato. En effet, la relégation en CFA, puis le spectre d’une chute possible en CFA 2, voire d’un dépôt de bilan, ont provoqué le départ d’une quinzaine de joueurs, parmi lesquels des artisans des bons résultats passés, particulièrement en défense,,,. Les trois attaquants sont également partis, Valérian Peslier a rejoint le FC Sète, Frédéric Chevalme a rejoint le Football club sportif Rumilly et William Da Silva Guimaraes a regagné son Brésil natal (Cardoso Moreira FC).
Le recrutement se doit donc d'être efficace. Seront retenus notamment Junior Moukoko, en provenance de la Berrichonne de Châteauroux et Aboubacar Sylla, du FC Gueugnon). D'après les mots du directeur sportif d'alors, Pascal Dupraz, l'intégration de tous ces nouveaux joueurs s'était faite beaucoup plus vite que le staff ne l'avait espéré.
L'équipe est en perpétuelle progression mais peine à s'imposer à domicile. Malgré cela, les Croix de Savoie jouent tout de même la montée jusqu'à l'avant-dernière journée, remettant ainsi en cause la suprématie du Gap FC et de l'AS Saint-Priest. Ce nouveau championnat est beaucoup plus physique et moins technique que le National et les joueurs doivent s'y adapter, à l'image du milieu Pierre-Emmanuel Dupraz, joueur du cru formé au FC Gaillard (et fils de Pascal Dupraz), ou du défenseur Innocent Hamga, international camerounais. De plus, les Croix-de-Savoie souffrent face au jeu musclé des onze équipes du groupe basées dans le Sud de la France. La régularité de Yanis Cavaglia (30 matchs, 2 cartons jaunes) et la solidité défensive de Raphaël Camacho (24 matchs, 3 buts) sont autant d'éléments importants de la saison, tout comme la présence dans l'effectif du milieu de terrain Stéphane Potier. Devant, les Croix de Savoie font globalement de bonnes performances, avec l'international guinéen Aboubacar Sylla et le Congolais Junior Moukoko, meilleur buteur avec 25 matchs, 10 buts et 4 passes décisives.
Toutefois, à l'image du nul concédé en décembre 2006 face à Fréjus-Saint-Raphaël (0-0), l'équipe « manque de concentration ». Un match nul 1-1 face à la réserve de l'AS Saint-Étienne lors de la 30e journée les laisse à trop grande distance de l'Athletic Club arlésien qui se promeut en National avec 96 points, et ce malgré la défaite de l'équipe sudiste face à son dauphin savoyard à Moynat le 14 avril (2-1). Les Croix de Savoie terminent finalement deuxièmes du groupe B, et les joueurs, notamment le gardien historique Johann Durand, gardent de cette saison un goût amer d'inachevé. À domicile, l'année se clôt par une victoire 3-1 contre la réserve du Montpellier HSC lors de la 33e journée.

## Structure du club

### Identité du club

#### Noms et surnoms
La dénomination « Croix de Savoie » fait allusion au blason du duché de Savoie (de gueules à la croix d'argent). Elle rappelle que la dynamique s'étant constituée autour de ce club est à la base lancée par des personnalités localement connues pour être proches du milieu nationaliste savoyard. Ils avaient pour ambition de créer un projet local et rassembleur, ce que Franck Riboud déclara, dès son arrivée chez les Croix de Savoie quelques années plus tard, ne pas avoir voulu trahir,.

#### Couleurs et écussons
Le logo du FC Gaillard est un corbeau noir tenant dans ses serres un ballon de football. Le FC Gaillard n'avait pas adopté de couleurs définies jusque dans les années 1950, où le jaune et le noir sont fixés. Ces couleurs restent en vigueur jusqu'à la dissolution du club en 2003.
Après la fusion en 2003, le blason historique du duché de Savoie est choisi par les dirigeants pour rester en adéquation avec le nouveau nom et le nouveau projet du club. Les maillots sont également à l'effigie de la Croix de Savoie à partir de 2005, après avoir été paré de tons sombres (gris et noirs) ou blanc, unis avec de simples rappels de la Croix via l'écusson en haut à droite du maillot et des petites bandes rouges de 2003 à 2005,.

Logo du Football Club de Gaillard 1924 - 2003
Logo du Football Croix-de-Savoie 74 2003 - 2007

### Stades
Depuis la création du club en 1924 jusqu'en 1975, le FC Gaillard joue au Stade des Corbeaux, à proximité d'une exploitation agricole attirant des nuées d'oiseaux qui donnent donc son nom au stade et son logo au club. Il s'installe ensuite au nouveau Stade Louis Simon situé dans la ville,.
En 2004, le club, devenu Football Croix-de-Savoie 74 un an plus tôt, accède au championnat National (3e niveau) pour la première fois de son histoire. Cette accession doit nécessiter un changement de stade pour que celui-ci entre dans les normes fixées par la Fédération, mais une dérogation est accordée au club, qui peut pour une saison continuer de jouer à domicile au Stade Louis-Simon. En 2005, le club doit donc s'installer au Stade Joseph-Moynat de Thonon-les-Bains, stade de l'Olympique Thonon Chablais,.
De plus, le Football Croix-de-Savoie joue, pour différentes raisons, plusieurs matchs au Parc des Sports à Annecy. En 2004, avec la promotion du club en National, le club y dispute ses quatre premiers matches à domicile, son stade habituel étant en travaux. De même, lors de la Coupe de France 2003-2004, Croix-de-Savoie va jusqu'en seizième de finale, et ce match se joue à Annecy face au Stade rennais.

### Aspects juridiques et économiques

#### Statut du club
Auparavant association loi de 1901 basée au 7 rue des Verchères à Ville-la-Grand, le club devient le 12 septembre 2006 une société anonyme à objet sportif (SAOS), basée au 56 avenue du général de Gaulle à Thonon-les-Bains, détenue à hauteur d'un tiers par l'association, qui continue d'exister (présidée par Bernard Zanetti) et deux tiers par dix actionnaires représentant chacun six pour cent du capital, et dont le conseil d'administration, présidé par Henri Vulliez et son délégué Babacar Macalou rassemble cinq membres,,. Le club est dissout le 19 juin 2007.

#### Éléments comptables
Suivant l'ambition grandissante des dirigeants, et les bons résultats sportifs du club, qui est champion de division d'Honneur en 1999, les budgets vont eux aussi de plus en plus s'étoffer. D'un million de francs en 2000, le budget augmente de moitié l'année suivante,. À l'issue de la saison 2001-2002, les jaunes et noirs montent en CFA, et le budget s'élève maintenant à cinq-cent mille euros, équivalant à 3,3 millions de francs, soit une augmentation de plus de 300 % en trois ans. Cependant, pour que les infrastructures ne s'essoufflent pas et suivent les progrès du club sur le plan sportif, le FC Gaillard fusionne en 2003 avec les voisins du FC Ville-la-Grand, aux finances plus aguerries, et le budget est doublé, s'élevant à la hauteur d'1,1 million d'euros En 2005 le budget passe à 1,5 million d'euros. Alors que le club connait une période très difficile sur le plan à la fois financier et sportif, avec par exemple un résultat net négatif de -27 000 € au 31 décembre 2005, le club est sauvé par une souscription et l'intervention du groupe Danone qui s'engage à compenser l’écart entre les sommes versées par les partenaires du club et le montant de 980 000 € inscrit dans les prévisions 2005-2006 en produits de sponsoring. De 2006 à 2007, le budget passe de 1,5 à 1,6 million d'euros.

#### Sponsors et équipementiers
Dès sa création en 2003, le casino d'Annemasse est un partenaire du club (c'est dans ses locaux que se tient la réception qui fête la naissance du FCS 74). À cette époque, l'équipe est sponsorisée par la boîte de nuit du Macumba située à Saint-Julien-en-Genevois et l'équipementier est Erima. L'année suivante, Leader Price rejoint le Macumba en sponsor-maillot et l'équipementier est Macron.
En 2005, le club peine à trouver un équipementier et à la suite de deux contentieux avec deux entreprises différentes (ABM et R-One), c'est finalement avec Duarig que le club signe un contrat de quatre ans,,. Après le contact pris avec le groupe Danone, ce dernier parvient à attirer d'autres sponsors. Ainsi, le groupe Bolloré (présent dans le Chablais dans les papeteries du Léman) s'engage comme sponsor via la chaîne de télévision Direct 8, tout comme les supermarchés Cora, et le casino d'Évian (propriété du groupe Danone) qui devient le principal sponsor maillot.

## Résultats sportifs

### Palmarès
Le Football Club de Gaillard a remporté de nombreuses fois les différentes compétitions départementales haut-savoyardes (de la 2e série de district à la Promotion de district) et a ainsi accédé à plusieurs reprises au championnat de Promotion de ligue. Mais, jamais il ne réussit à passer ce palier, ni même à s'y installer durablement. C'est chose faite au début des années 1990, quand il devient champion de la poule B de Promotion d'Honneur régionale (7e division) après avoir évolué 5 saisons à ce niveau. Trois ans plus tard, c'est en Division d'Honneur qu'il se promeut pour la première fois en devenant champion de la poule B du championnat de division d'Honneur régionale en 1993. Les jaunes et noirs patienteront sept ans (en figurant chaque saison dans le haut du tableau) pour s'adjuger le titre en 1999. Ils rencontrent à nouveau le succès en 2002 en finissant à la troisième place du groupe D de Championnat de France amateur 2 derrière l'US Saint-Georges-les-Ancizes, seules les deux premières places sont qualificatives mais la réserve de l'ASOA Valence, qui finit deuxième, ne monte pas. Ceci profite au FC Gaillard qui, pour sa dernière saison d'existence, jouera en Championnat de France amateur,.
Le Football Croix-de-Savoie 74 en tant que tel (soit de 2003 à 2007) a connu, en quatre saisons d'existence, deux championnats différents. En championnat de France amateur, il termine troisième du groupe B, derrière deux réserves professionnelles, mais est désigné champion de France par la Fédération sur la base des résultats de tous les premiers de groupe (sans compter les réserves) dans les matchs contre les équipes les mieux classées de leurs groupes respectifs. Après deux ans en National, l'équipe est reléguée en championnat de France amateur, où elle finit deuxième du groupe B, derrière l'Athletic Club arlésien.
| Compétitions nationales | Compétitions régionales |
| --- | --- |
| - Championnat de France amateur (4e niveau) - Meilleure performance : 14e du groupe B en 2003 - Championnat de France amateur 2 (5e niveau) - Meilleure performance : 3e du groupe D en 2002 - Coupe de France - Meilleure performance : 8e tour en 1993 et 2001 | - Division d'Honneur Rhône-Alpes (1) (6e niveau) - Champion : 1999 - Division d'Honneur Régionale Rhône-Alpes (6e niveau) - Vainqueur de groupe : 1993 - Promotion d'Honneur Régionale Rhône-Alpes (7e niveau) - Vainqueur de groupe : 1990 |

| Compétitions nationales |
| --- |
| - Championnat de France National (3e niveau) - Meilleure performance : 14e en 2005 - Championnat de France amateur (4e niveau) - Champion : 2004 - Coupe de France - Meilleure performance : 16e de finale en 2004 |

### Bilan sportif

#### En championnat
Accédant pour la première fois à un championnat d'envergure nationale en 1999, le club reste trois saisons dans le championnat de France amateur 2, puis deux saisons en championnat de France amateur, il décroche le titre à l'issue de la deuxième saison, et dispute ainsi deux saisons en National, avant d'en être relégué et de rejouer une saison en CFA.
| Championnat                          | Saisons | Titres | J   | V  | N  | D  | Bp  | Bc  | Diff |
| ------------------------------------ | ------- | ------ | --- | -- | -- | -- | --- | --- | ---- |
| Championnat de France National (D3)  | 2       | 0      | 76  | 21 | 24 | 31 | 59  | 86  | -27  |
| Championnat de France amateur (D4)   | 3       | 1      | 102 | 40 | 32 | 30 | 114 | 96  | +18  |
| Championnat de France amateur 2 (D5) | 3       | 0      | 90  | 37 | 25 | 29 | 133 | 121 | +12  |
| Ligue Rhône-Alpes                    | 77      | -      | -   | -  | -  | -  | -   | -   | -    |

#### En coupe
Alors qu'il est amateur, le club connaît quelques épopées en coupe de France, se qualifiant au huitième tour en 1992-1993, 2000-2001, puis en 2005-2006. Lorsqu'il évolue en CFA, le club va jusqu'en seizième de finale en 2003-2004, perdu face au Stade rennais football club au Parc des Sports d'Annecy.
| Coupe           | 1/16 | 1/32 | 8e t |
| --------------- | ---- | ---- | ---- |
| Coupe de France | 1    | 0    | 3    |

### Records
Les victoires les plus larges du club depuis 2003, en championnat, sont à domicile : quatre buts à zéro contre le Cercle athlétique bastiais le 31 mars 2007 et à l'extérieur quatre buts à zéro contre Jura Sud Foot le 8 novembre 2003. En coupe de France, et toutes compétitions confondues, la plus large victoire du club a lieu le 19 octobre 2003 contre l'Union sportive Creys-Morestel sur le score de huit buts à zéro à l'occasion du cinquième tour de cette compétition.

## Personnalités

### Joueurs emblématiques

#### Figures locales

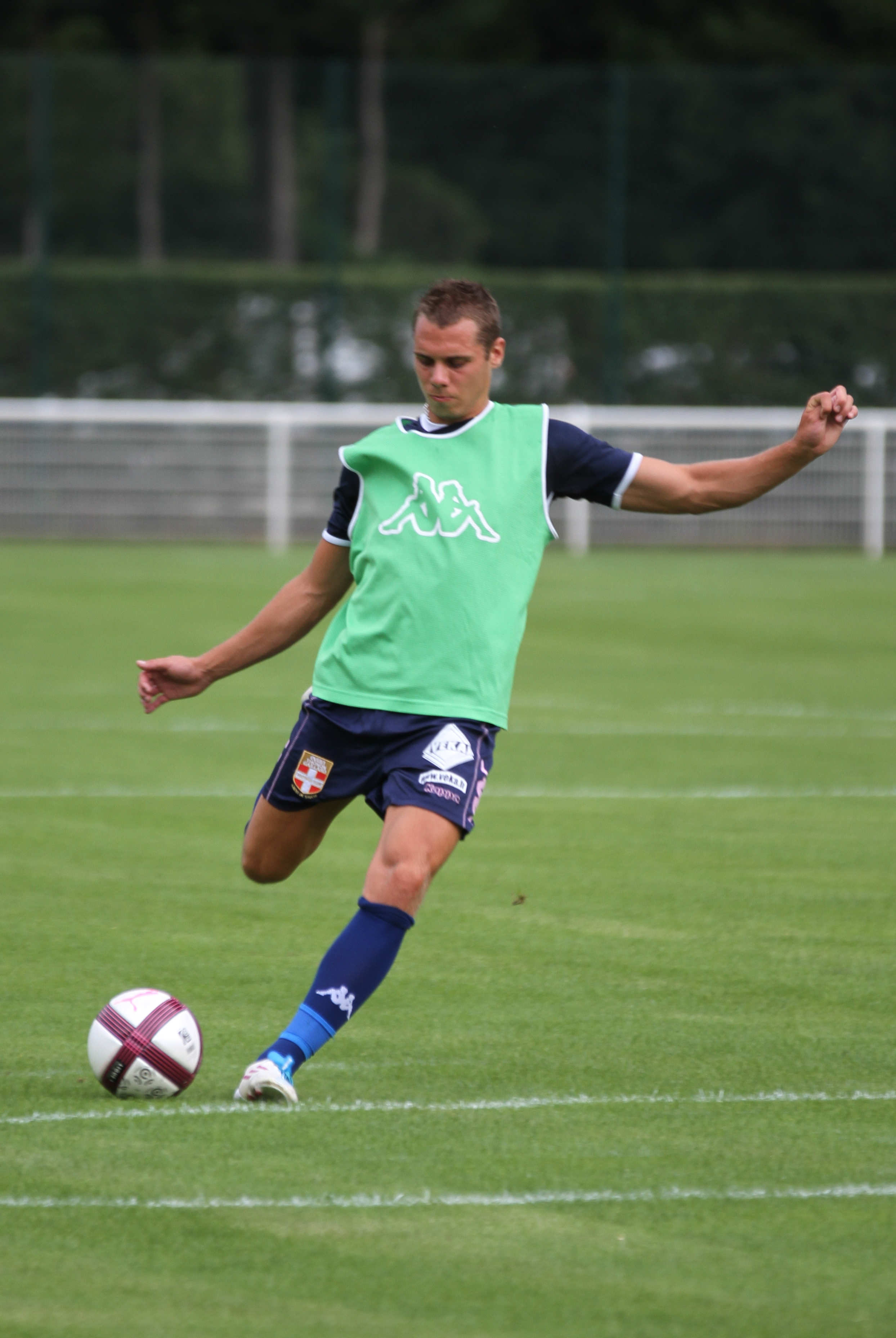
Kévin Bérigaud, figure emblématique du club, ici en 2011, finit sa formation au FCS 74

Après être passé par le centre de formation du Servette Football Club, le jeune Kévin Bérigaud, alors âgé de 17 ans, entre au Football Croix-de-Savoie 74 en 2005 pour y terminer sa formation. Originaire du Chablais, ces parents résidant à Sciez, il commence le football au club de Douvaine, où il est repéré par le centre de formation genevois, mais le football n'est pas la priorité pour ses parents, qui refusent de le faire entrer à l'Olympique lyonnais intéressé un temps par le jeune joueur, lui préférant l'apprentissage du métier de garagiste dans l'entreprise de son père à Douvaine. Titulaire d'un certificat d'aptitude professionnelle de mécanicien, Bérigaud commence donc sa carrière en cumulant, pendant quatre ans, l'activité de garagiste et de footballeur, avant de se consacrer exclusivement au football. Cette période est ternie par une suspension de quinze mois (finalement réduite à huit mois) à la suite d'une altercation avec un adversaire lors de la finale de la Coupe Rhône-Alpes 2007. Kévin Bérigaud, qui évoluait alors principalement avec la réserve (en championnat de division d'Honneur), après être passé par l'équipe des moins de 19 ans, est donc écarté des terrains pendant une longue période. Mais il reviendra par la suite en s'imposant comme titulaire indiscutable, participant à toutes les aventures du club jusqu'en ligue 1,,,.

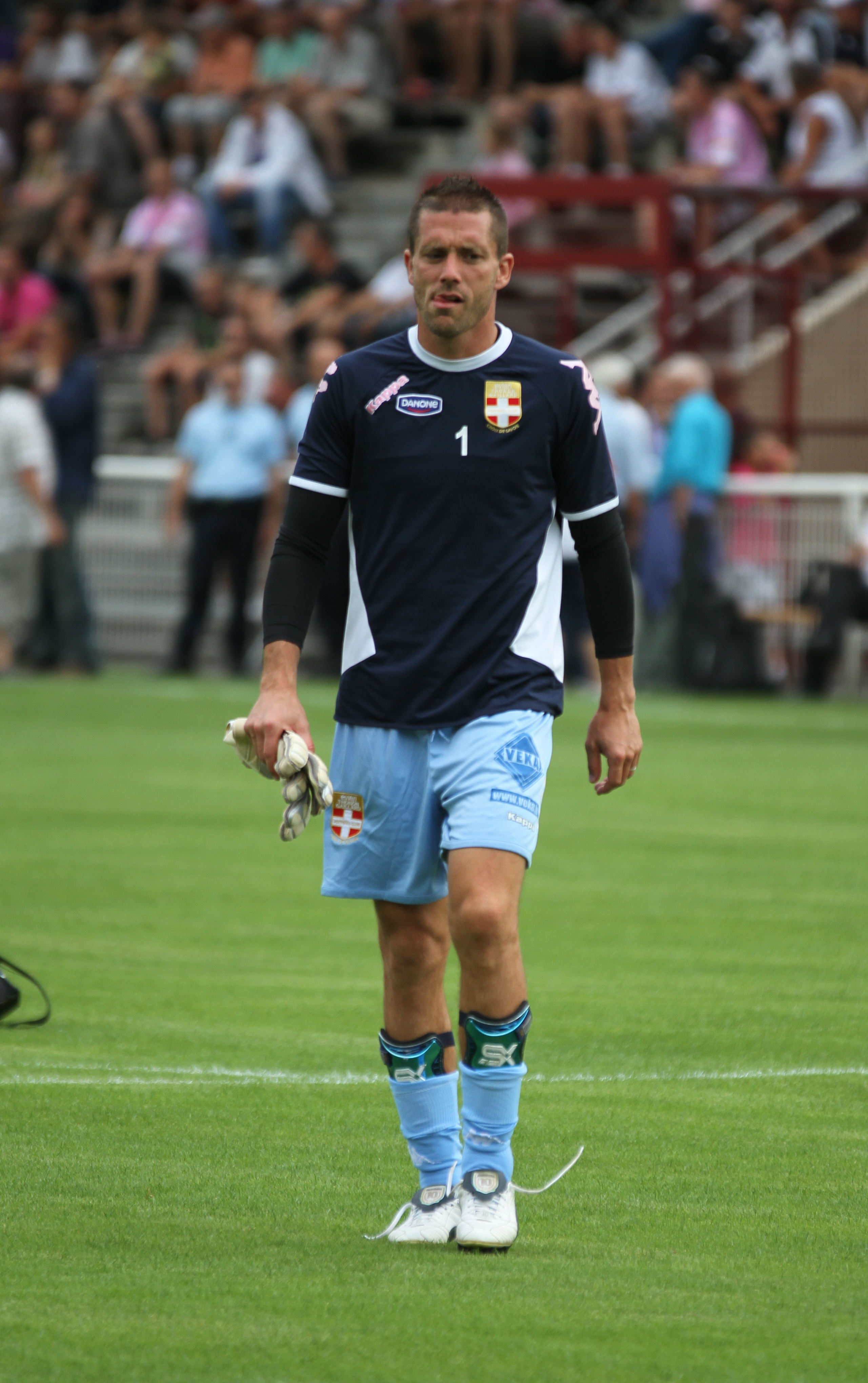
Johann Durand, gardien historique des Croix-de-Savoie qui a tout connu avec ce club, périodes difficiles comme périodes de gloire.

L'autre figure incontournable du club est le gardien de but Johann Durand. Originaire de Thonon-les-Bains, il rejoint le FC Gaillard en 2000, d'abord pour suppléer le gardien Yannick Crampel, puis s'impose peu à peu comme titulaire indiscutable,. Il reste au club au gré des fusions et conservera sa place jusqu'en ligue 1 avec l'Évian Thonon Gaillard Football Club, entretenant des liens forts avec l'homme du club Pascal Dupraz. Capitaine de 2009 à 2011, il marque les supporters, au cours de sa carrière au club, par sa constance, et ses bonnes performances sont souvent citées comme des ingrédients de la réussite des Croix de Savoie,. Témoin de la rapide éclosion du club il déclare : « pour moi le club n’a pas changé, mais c’est vrai qu’il y a plusieurs mondes d’écart entre ce que j’ai vécu à l’époque [du FC Gaillard et des Croix de Savoie] et maintenant [en ligue 1]. Et ce à tous les niveaux. Le club n’a pas arrêté de progresser et continue de le faire [...] néanmoins, on a su garder nos valeurs d’antan, il faut que ça continue. On vient de très loin. »,. À l'occasion des 10 ans de la création du Football Croix de Savoie 74, les lecteurs du Dauphiné libéré l'élisent meilleur gardien avec 63 % des voix (devant Bertrand Laquait 30 %).
D'autres footballeurs originaires de la région jouent plusieurs saisons au club, lorsque celui-ci évolue entre CFA et National. Pierre-Emmanuel Dupraz, frère de Pascal Dupraz, reste dans son club formateur six saisons,, Stéphane Calléja, défenseur, y reste douze ans, et le milieu de terrain franco-portugais originaire de l'Ain, Segundino Gomes y joue neuf saisons,. Enfin, le grenoblois Olivier Bochu formé à l'Olympique Grenoble Isère qui a connu la D1 avec le SM Caen et surtout la D2 avec le FC Martigues, finit sa carrière au FCS 74 de 2004 à 2006.

#### Anciens professionnels
Dans l'optique de s'extraire au plus vite des compétitions régionales, s'installer durablement au plus haut niveau amateur et viser l'accession en National, le FC Gaillard a souvent fait appel à des joueurs, ayant un passé professionnel, habitués à ce niveau de jeu.
En 1998, alors que le club évolue depuis 6 ans en Division d'Honneur, le footballeur professionnel Joël Fréchet, qui a notamment connu la première division avec l'Olympique lyonnais vient cette année-là finir sa carrière en Haute-Savoie. Principal acteur de la montée, il quitte le club dès la fin de saison pour occuper le poste d'entraîneur-adjoint du Stade lavallois. Le milieu de terrain Sébastien Migné qui a connu la deuxième division avec La Roche Vendée Football, ainsi que le championnat anglais au Leyton Orient Football Club, joue deux ans au club de 2000 à 2002, avant d'y occuper son premier poste d'entraîneur-adjoint, auprès de Pascal Dupraz,.
Quand, au début des années 2000, le club est en CFA 2 et vise une rapide accession en CFA, des anciens joueurs de deuxième division viennent finir leurs carrières à Gaillard. C'est le cas notamment de l'international réunionnais Franck Chow Yuen, joueur le plus utilisé en 2002-2003 lors de la première saison du club en CFA, ou du Bourguignon Luciano Sergi, ayant tous deux joué en D2 avec le CS Louhans-Cuiseaux,,. Pierre Gabzdyl, qui a joué la majorité de sa carrière en D2, s'installe en Haute-Savoie et finit sa carrière avec le FC Annecy en DH avant de jouer une saison à Gaillard en 2002-2003. L'ancien du SCO Angers et du Gazélec Ajaccio Frédéric Lemasson vient chez les Croix de Savoie lorsque le club évolue en National, tout comme Frédéric Chevalme, également ancien d'Angers en D2, qui participait à la montée du club en troisième division en 2004,,.

#### Habitués des championnats amateurs
Le club a également fait appel à des joueurs habitués aux championnats amateurs et au National, mais qui n'ont jamais eu l'occasion de percer au haut niveau. Le joueur le plus emblématique d'entre eux est le défenseur Nicolas Leblanc. Formé au Racing Club de Lens, il part ensuite deux ans à l'étranger du côté du FCV Denderleeuw en Belgique puis au SV Stuttgarter Kickers en Allemagne, avant de revenir en France avec le Football Club dieppois, dont l'équipe une évolue en Championnat de France amateur. En 2005 il rejoint les Croix de Savoie à l'orée de leur deuxième saison en National. Même si les Croix vivent une saison compliquée sportivement et financièrement, preuve de son attachement au club qu'il décrit comme « [son] club de cœur », Nicolas Leblanc ne quitte pas le club à sa relégation en CFA et il fait partie des rares joueurs à être présents lors de la reprise. Il reste un cadre de l'équipe jusqu'en 2009 et participe à la montée en Ligue 2 en 2010. Lors de la saison 2010-2011, il joue avec la réserve en DH, tout en mettant en œuvre sa reconversion en tant que responsable du service animation à l’Evian Resort, poste qu'il obtient grâce au concours du groupe Danone, propriétaire du complexe hôtelier,,. Son passage au club marque profondément les supporters du club, puisqu'il figure dans l'équipe-type des 10 ans des Croix de Savoie élue par les lecteurs du Dauphiné libéré en 2013, un attachement réciproque puisque Leblanc déclare en 2009 à propos du club : « J’y suis fortement attaché. Aux valeurs du club, à ses supporters. C’est à la fois familial et professionnel »,.
De même, le milieu défensif Raphaël Camacho s'engage au club en 2004 et y reste malgré la descente en CFA deux ans plus tard. Il ne quittera le club qu'en 2009. Marquant par sa constance, Pascal Dupraz déclare à son propos : « C'est un des soldats du club [...] il ne lâchait rien, c'est grâce à des garçons comme lui que nous nous sommes élevés ». Avec Olivier Sorlin et Christian Poulsen, il est considéré comme l'un des meilleurs milieux défensifs des Croix de Savoie.
Stéphane Potier qui arrive au FCS74 en 2006 en provenance du Vannes OC est une pièce importante du jeu des Croix de Savoie lorsque le club vise une rapide remontée en National. Il permet au club de faire deux bonnes saisons de CFA et d'atteindre son objectif en 2008,,. Il se classe quatrième du classement des milieux défensifs des 10 ans des Croix de Savoie.
Parmi les autres joueurs habitués des championnats amateurs appelés par le club, en 1999, le FC Gaillard compte dans ses rangs, jusqu'au mercato hivernal, le futur pêcheur amateur de renommée internationale Frédéric Zanella, arrivé de la réserve du Servette FC où il se remettait d'une grave blessure. L'attaquant meurthe-et-mosellan Bernard Bouchon, ancien joueur du Cercle Sportif et Olympique de Blénod et Pont-à-Mousson, connu notamment pour avoir marqué le but de la victoire face au SC Bastia en coupe de France 1996 malgré les 5 divisions d'écart entre les deux équipes et du Stade athlétique spinalien, passe 5 ans au club et connaît deux montées,. Le défenseur Jérôme Adam, formé au FC Nantes ancien du Gap HAFC et du FC Istres (respectivement, CFA et National), joue 4 ans sous les couleurs haute-savoyardes et est un des piliers de l'équipe qui est promue en National en 2004. Il arrive troisième du classement des défenseurs centraux passés au club lors du choix de l'équipe-type des dix ans des Croix-de-Savoie par les lecteurs du Dauphiné libéré en 2013. Jérôme Lebouc, qui arrive en 2005 voit son contrat invalidé par la DNCG et ne joue aucun match. Sébastien Le Paih, ancien joueur du FC Nantes, du SCO Angers et Romorantin, rejoint les Croix de Savoie pour un an en 2004. Autre habitué de ces championnats, le défenseur Frédéric Bassinat, vainqueur de la Coupe Gambardella en 1994 avec l'OL et ancien capitaine et joueur emblématique du Paris Football Club et du Tours Football Club (CFA) où il était également capitaine. Il est champion de France amateur avec le club en 2004 et participe ensuite à l'aventure en National. Il quitte le club lors de la relégation deux ans plus tard,,,,. Il arrive quatrième du classement des défenseurs centraux passés au club lors du choix de l'équipe-type des dix ans des Croix de Savoie par les lecteurs du Dauphiné libéré en 2013.
Enfin, le défenseur Yanis Cavaglia marque lui aussi les esprits lors de son passage au club (de 2006 à 2009). Il tient un grand rôle dans la remontée du club en National, Pascal Dupraz déclarant de lui et de sa saison 2006-2007 : « il a été le joueur le plus régulier de la saison »,.
À noter également, le meilleur buteur du Football Croix-de-Savoie 74 stricto sensu est l'attaquant Valérian Peslier, avec 17 buts durant ses deux saisons chez les Croix de Savoie. Il quitte le club à sa relégation en CFA.

#### Joueurs étrangers
Le club fait également appel à quelques joueurs étrangers, et ce avec plus ou moins de réussite. Ainsi, en 2006 lorsque les Croix-de-Savoie viennent de redescendre en CFA, trois joueurs africains arrivent au club, il s'agit du buteur congolais Junior Moukoko, du défenseur international camerounais Innocent Hamga, vainqueur de la Coupe d'Afrique des nations en 2000, et de l'attaquant guinéen Aboubacar Sylla, international également. Malgré un fort potentiel, l'équipe, emmenée par Laurent Croci ne parvient pas à monter en National à l'issue de la saison, ce qui est mis sur le compte de problèmes de concentration, voire de comportement, de certains de ces joueurs,. Plus tôt, lorsque le club vise l'accession puis le maintien en National, les dirigeants font venir l'attaquant serbe Dejan Belic, qui a connu la première division en République fédérale de Yougoslavie et joué la Coupe UEFA en 2000. Il marque 10 buts en 2003-2004 (c'est le meilleur buteur savoyard de la saison) et participe grandement au titre de champion de France amateur. Autre attaquant étranger arrivé cette année-là, l'international burundais, qui a immigré en Suisse quelques années plus tôt, Félicien M'Banza qui joue 23 matchs et marque 3 buts en 2003-2004. Réussite moindre pour l'attaquant brésilien William Da Silva Guimaraes, qui, en deux saisons marque 5 buts pour une trentaine de matchs joués de 2004 à 2006, ou encore pour l'international malgache Jimmy Radafison qui, pour sa seule expérience hors des îles de l'océan Indien, ne joue que quatre matchs sans le moindre but avec les Croix de Savoie en 2004-2005,.
Enfin, en 2003, le milieu défensif ivoirien Souleymane Cissé, formé en Allemagne, au Karlsruher SC, et ayant joué dans diverses équipes françaises et étrangères arrive au club. Il y évolue six ans en tant que joueur, participant notamment au titre de champion de France amateur en 2004 puis au maintien du club en National 2005. Il entame ensuite sa reconversion de formateur en restant chez les Croix de Savoie pour y prendre successivement en charge plusieurs catégories d'âge,. Continuant son travail de formateur, il restera au club jusqu'à la fin de saison 2013-2014,.

### Entraîneurs
| Nom                    | Période     |
| ---------------------- | ----------- |
| Entraîneurs non-connus | 1924 - 1989 |
| Jacky Veggia           | 1989 - 1993 |
| Pascal Dupraz          | 1993 - 2003 |

En 1989, l'ancien joueur professionnel Jacques dit « Jacky » Veggia quitte l'Union sportive Annemasse pour venir entraîner le FC Gaillard qui évolue alors depuis quatre ans en « Promotion d'Honneur régional » (troisième échelon régional). Sous son égide, l'équipe finit championne de ce championnat dès la fin de saison 1989-1990. Il reste l'entraîneur de l'équipe jusqu'en 1993 quand Pascal Dupraz, arrivé en 1991 en tant que joueur, prend le poste d'entraîneur-joueur. Il garde cette double casquette jusqu'en 2001. En 2006, à la suite de la relégation de l'équipe en CFA, Dupraz se retire de lui-même un an, assurant pendant ce temps la fonction de directeur sportif, alors que les rênes de l'équipe sont confiées à Laurent Croci.
| Nom           | Période     |
| ------------- | ----------- |
| Pascal Dupraz | 2003 - 2006 |
| Laurent Croci | 2006 - 2007 |

De 2002 à 2005, Sébastien Migné, ancien joueur du club, est l'entraîneur-adjoint de Dupraz. De 2004 à 2006, Didier Toffolo, arrivé au club en 2003 en tant que responsable de la formation, occupe ce poste, avant d'assurer en 2006-2007 la continuité dans la formation à l'Olympique Thonon Chablais en préparation de la fusion éminente. Stéphane Bernard, figure emblématique du club, arrive au club en 2001 en tant que joueur, avant d'intégrer l'encadrement technique, d'abord avec les U15, puis les U17, et enfin l'encadrement des seniors en 2006 en tant que préparateur physique. Il sera de l'aventure du club jusqu'en ligue 1, étant l'entraîneur-adjoint des différents entraîneurs s'étant succédé sur le banc savoyard, en premier lieu Pascal Dupraz,.

### Direction
| Rang | Nom                          | Période     |
| ---- | ---------------------------- | ----------- |
| 1    | Manuel Augusto Maurice Payot | 2003 – 2005 |
| 2    | Brigitte Bard Jo Dupraz      | 2005-2006   |
| 3    | Henri Vulliez                | 2006-2007   |

Le FC Gaillard doit son ascension au plus haut niveau régional à deux hommes qui dédient toute une partie de leur vie à son développement. Salvatore Mazzéo est un ancien joueur du club et maire-adjoint de la ville, son vice-président est Maryan Baquerot, chef de l'administration à l'Office des Nations unies à Genève, juif polonais ayant changé de nom pendant la deuxième guerre mondiale lors de laquelle sa famille s'est réfugiée à Gaillard. Ce duo est à l'origine de la volonté du club de s'extraire des championnats de la ligue Rhône-Alpes avec, certes, peu de moyens mais une connaissance du paysage footballistique local qui permet alors l'épanouissement du club au plus haut niveau régional,,.
Ancien joueur et cadre historique du FC Gaillard, lors de ses différentes épopées dans les championnats amateurs régionaux, c'est Maurice Payot qui est à la tête du club quand celui-ci évolue en CFA 2 à l'aube des années 2000. Il succède à la doublette Mazzéo-Baquerot. Mais, selon l'avis de Pascal Dupraz, tous les moyens mis en œuvre pour que le club s'épanouisse ne sont toujours pas suffisants. Une aide extérieure est jugée nécessaire et les dirigeants jugent qu'une synergie autour du club doit se fait sentir.
À la suite de la fusion de 2003 avec Ville-la-Grand, une double présidence gaillardo-villamagnaine est mise en place et l'on espère que le club prendra par la suite encore plus d'envergure. Le nom est changé pour qu'il rassemble maintenant un plus large public, s'étendant sur toute la Savoie ; le budget est à nouveau doublé (passant à 1,1 million d'euros en 2004) et Manuel Augusto (figure politique locale à Ville-la-Grand) devient coprésident,. Cependant les espoirs sont vite déçus car la gestion de la montée en National et de l'augmentation du budget est compliquée et source de tensions au sein de la nouvelle équipe dirigeante. Augusto (accusé de détournement) et Payot (qui s'estime quant à lui lésé par les décisions de Pascal Dupraz, à l'origine de la fusion) sont contraints de démissionner laissant derrière eux un trou de trois cent cinquante mille euros à combler, et une équipe première très fébrile sportivement.
Il ne reste bientôt au club plus que la famille Dupraz Pascal et son père Joseph dit Jo ainsi que quelques proches (comme Bernard Zanetti) pour essayer d'éviter sa disparition. Jo Dupraz est un ancien joueur semi-professionnel et un soutien emblématique de la mouvance nationaliste savoyarde. Il a commencé le football à l'Union sportive Annemasse, puis s'installe à Saint-Cergues. Joueur polyvalent, il est repéré par Jean Snella et intègre les semi-pros du tout proche Servette Football Club 1890 à Genève, où il est titulaire en équipe réserve. Il fait son service militaire à Aix-les-Bains, avant de revenir jouer pour le Servette (avec Rachid Mekhloufi) puis il poursuit sa carrière au Stade Olympique Chambéry (en Championnat de France amateur) où il est libéro et capitaine. il termine sa carrière à l’US Faucigny et à Marnaz en CFA et en Honneur. Sur le plan politique, il s'est présenté aux élections législatives de 2002 et 2007 dans la troisième circonscription de la Haute-Savoie sous les couleurs de la Ligue savoisienne,.
Ils mettent alors leur propre argent en jeu pour éviter le dépôt de bilan, aidés par quelques figures locales (comme le chef-cuisinier Marc Veyrat) soucieuses de sauver le seul représentant régional de leur sport de cœur au haut niveau national. Jo Dupraz débourse par exemple 300 000 euros, Marc Veyrat  50 000. Du côté de Ville-la-Grand, c'est Brigitte Bard qui devient coprésidente avec Jo Dupraz. Dans le même temps, sur conseils de Patrick Trotignon, connaissance commune de Franck Riboud et Pascal Dupraz, un rapprochement a lieu entre les représentants des Croix de Savoie et du groupe Danone, très implanté dans le Chablais et dont Riboud est le PDG depuis de nombreuses années. Ainsi, une fois la situation financière sauvée grâce aux risques pris par les Dupraz et leurs proches sur leurs propres deniers, Danone devient maintenant le principal partenaire du club et les comptes sont peu à peu remis à flots. Dès leur arrivée, Franck Riboud et le groupe Danone encouragent le rapprochement du club avec celui de l'Olympique Thonon Chablais, héritier du Club sportif de Thonon qui connut une aventure en deuxième division dans les années 1980. Un protocole de projet sportif de fusion FCS74-OCT est alors signé le 1er juillet 2005 entre les coprésidents des Croix-de-Savoie et le président thononais Jean-Louis Escoffier. Avec l'arrivée de Danone, le dépôt de bilan est évité de justesse et la DNCG donne finalement un feu vert aux Croix de Savoie pour qu'ils puissent continuer sans autre entrave que la relégation sportive en CFA qui survient en cette fin de saison 2005-2006 en raison d'une dix-huitième place au classement du National,. Par la suite, le club devient une SAOS, sous l'impulsion du groupe Danone dont le soutien est plus que jamais jugé vital. Henri Vuilliez en est le président et Boubacar Macalou (responsable du pôle social chez Danone) le président délégué ; les budgets seront maintenant mieux maîtrisés.
Dans le prolongement de tout ce qui avait été entrepris jusque-là pour emmener le club au plus haut niveau, la fusion avec Thonon est officialisée à la fin de la saison, en juillet 2007, alors que le club est toujours en CFA, avec la naissance de l'Olympique Croix de Savoie 74.

## Culture populaire

### Contexte local et historique: un projet rassembleur
Alors que le football de haut niveau n'a jamais existé de manière durable en Haute-Savoie, le club se veut, à partir de sa montée dans les championnats nationaux, un club « à vocation régionale », rassembleur de tous les « Pays de Savoie », au-delà des rivalités qui ont pu exister dans le passé entre les différents clubs de football de la région,,,. Pascal Dupraz, acteur de la réussite du club, déclare à ce sujet : « Vu ses moyens, sans cultiver l'appartenance et l'identité, notre club n'existera pas longtemps. [...] Il faut se servir de nos racines. Nous sommes dans un bassin de l'ordre de 1,5 à 2 millions d'habitants entre la Haute-Savoie, la Savoie jusqu'au Pays de Gex. On peut aussi englober la périphérie de Genève ». Cette volonté de la part du club mène à ce qu'il soit parfois jugé, ainsi que Pascal Dupraz lui-même, comme « indépendantiste » jouant la carte du nationalisme savoyard, ce dont ce dernier se défend : « Je ne suis pas sectaire ! Je suis simplement fier de mes origines [...] Je suis un amoureux de mon pays de Savoie et je me réfère à son histoire »,.
Cependant, au début de l'aventure du FC Gaillard, le rassemblement est loin d'être acquis. Selon les propos de Jean-Pierre Steyer, ancien président de l'US Cluses-Scionzier, le club « agace » dans la région, et pour Pascal Dupraz, « les autres [clubs] snobaient ce petit club de rien du tout ».
Des tensions profondes existent au sein même de la banlieue d'Annemasse entre les clubs de Gaillard et Ville-la Grand, avant que, sous l'impulsion notamment de Pascal Dupraz, les deux clubs finissent par s'entendre et fusionner. Même phénomène lorsque quelque temps après, le rapprochement avec Thonon est de plus en plus effectif ; certains administrés gaillardins font alors connaître leur mécontentement à la suite du transfert du siège social du club à Thonon, réclamant qu'il revienne à Gaillard. L'association loi de 1901 gérant la partie amateur du club reviendra bien à Gaillard une fois la fusion avec Thonon entérinée. Les dirigeants du club mènent donc un combat pour le rassemblement, Alain Gay, qui devient président de ladite association à la suite du décès en 2008 de Bernard Zanetti, déclare « Au-delà, je souhaite que tous les clivages soient cassés et que l’on ne parle plus séparément de Gaillard et de Thonon. Ce club doit être uni. J’ai à cœur de défendre la cohésion ». De même, répondant aux nostalgiques d'un « club identitaire », se passant d'aide extérieure, Pascal Dupraz dit : « J’ai beaucoup de respect pour les supporters, mais c’est un raisonnement complètement stérile. Il faut avancer. Si j’avais voulu rester FC Gaillard, on serait toujours en division d’honneur », estimant que « l’histoire de notre club est concentrée sur notre écusson [puisque] nous avons notre blason sur la poitrine ».
À noter également, la tenue, deux ans de suite, en 2001 et 2002, d'un derby haut-savoyard houleux entre le Football club sportif Rumilly Albanais et le FC Gaillard en Coupe de France.

### Adhésion populaire

#### Supporters
À l'occasion de la montée du club en CFA2 à l'issue de la saison 1998-1999, un groupe de supporters est créé. Il s'agit du « Commando Eagles 99 », dont « la mentalité se rapproche du mouvement ultra ».
Un nouveau club de supporters (qui perdurera par la suite) est créé en juillet 2005 par David Costa (futur président emblématique), Joël Fontaine et Gabriel Magnin, il s'agit des « FODS » (acronyme de « Fédération officielle des supporters », ou encore « FODS Club 74 »). De son côté le « Commando Eagles 99 » est dissout à la fin de la saison 2005-2006, sans que cette décision n'est pour autant de rapport direct, selon les anciens membres, avec la descente en CFA,.

#### Affluences
Lors de la saison 1998-1999, le FC Gaillard évolue en DH et est bien placé pour la montée en CFA 2, il joue à domicile devant 300 spectateurs en moyenne. À l'occasion du match au sommet entre les jaunes et noirs et Bourgoin-Jailleu, le record d'affluence est battu puisque le match a lieu devant plus de 450 supporters. En novembre 2000, le FC Gaillard reçoit le Football Club de Martigues, club de deuxième division, pour un match de Coupe de France. La victoire des savoyards (un but à zéro) a lieu devant 1800 spectateurs, un nouveau record d'affluence.
Pour la première saison des Croix de Savoie, en 2003-2004 dans le championnat de France amateur, la moyenne de spectateur est de 636 spectateurs par matchs en championnat. Le record d'affluence en championnat est la rencontre contre la réserve de l'Olympique lyonnais lors de la dixième journée le 25 octobre avec 1767 spectateurs présents. Les chiffres les plus importants sont faits lors des matchs contre les réserves professionnelles, particulièrement celles des clubs locaux, ainsi que les matchs qui ont lieu en fin de saison, lorsque l'équipe est en bonne voie pour se promouvoir en National. Ainsi, en deuxième position vient la rencontre contre la réserve du Football Club de Metz (33e journée le 15 mai, 1368 spectateurs), puis celle de l'Association sportive de Saint-Étienne (22e journée le 28 février, 1329 spectateurs), enfin celle de l'Association sportive Nancy-Lorraine (31e journée le 1er mai, 1073). La rencontre contre une équipe n'étant pas une réserve professionnelle la plus suivie est celle contre l'Association sportive Moulins le 10 janvier, soit une semaine après la qualification de l'équipe pour les seizièmes de finale de la coupe de France. C'est justement ces seizièmes de finale qui constitue le record d'affluence absolu de l'histoire du Football Croix-de-Savoie 74, puisqu'à l'occasion de ce match face au Stade rennais football club, joué au Parc des Sports d'Annecy, 11 000 spectateurs sont présents au stade.
L'année suivante, l'affluence moyenne augmente encore (949 spectateurs par matchs), avec la promotion des Croix de Savoie en troisième division, et les records de la saison sont établis face aux clubs historiques du football français qui évoluent à l'époque à ce niveau. La rencontre contre le Football Club de Rouen (13e journée le 12 octobre 2004) rassemble 2064 personnes, celle contre le Tours Football Club, match du maintien qui plus est, (38e journée le 27 mai 2005) réunit 1602 spectateurs, enfin, un « derby rhonalpin » a lieu contre l'Association Sportive de Valence le 25 septembre devant 1600 personnes. D'autres chiffres au-dessus des mille spectateurs sont établis contre le Besançon Racing Club (1500), le Racing Club de France (1447) et Valenciennes Football Club (1218).
Durant la saison 2005-2006, la moyenne d'affluence baisse légèrement (849 par match), et les records d'affluence ont lieu en début de saison (2200 personnes face au Football Club Libourne lors du premier match à domicile le 16 août, et 2 000 personnes face aux Chamois niortais deux semaines plus tard), puis lors des deux moments cruciaux de l'année, le septième tour de coupe de France gagné face au Football Club de Gueugnon devant 1800 spectateurs le 19 novembre et le match du maintien, perdu face à l'AS Moulins devant 1500 spectateurs lors de la 38e journée le 26 mai.
Malgré la relégation en CFA, la moyenne d'affluence reste stable (847 spectateurs par matchs), et comme deux ans plus tôt, les records de la saison sont établis face aux réserves professionnelles, et particulièrement celles des clubs locaux, 2 012 personnes pour la rencontre face à l'Olympique lyonnais B le 30 septembre (9e journée), 2 000 contre la réserve de l'AS Saint-Étienne (30e journée, 28 avril 2007). La barre des mille personnes est également dépassée face aux réserves de l'AS Monaco et du Montpellier HSC, respectivement 1108 et 1100 spectateurs. Le match opposant le premier du groupe, l'Athlétic Club Arles-Avignon, à son dauphin savoyard rassemble 1400 spectateurs lors de la 28e journée le 14 avril.